# Delias angiensis
Delias angiensis is een vlindersoort uit de familie van de Pieridae (witjes), onderfamilie Pierinae.
Delias angiensis werd in 1928 beschreven door Talbot.